# 齊勒山
47°17′7″N 11°13′29″E / 47.28528°N 11.22472°E

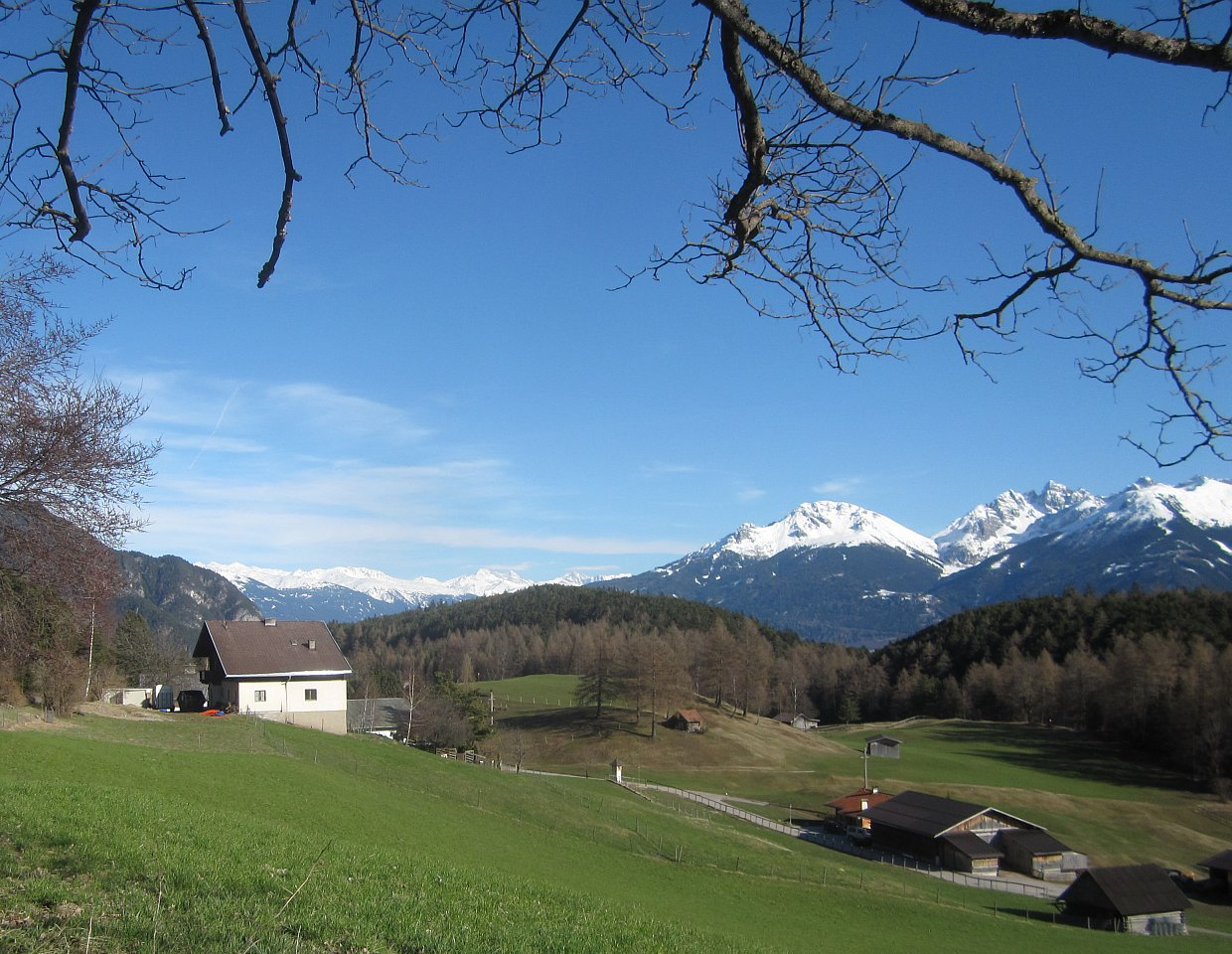

齊勒山（德語：Zirler Berg），是奧地利的山峰，位於該國西部，由蒂羅爾州負責管轄，屬於卡爾文德爾山脈的一部分，處於齊爾附近，該山峰海拔高度1,057米。